# Dzjoerovo
Dzjoerovo of Džurovo (Bulgaars: Джурово) is een dorp in het westen van Bulgarije. Het dorp is gelegen in de gemeente Pravets in de oblast Sofia. Het dorp ligt op ongeveer 66 km ten noordoosten van Sofia. 

## Bevolking
Het inwonertal van het dorp is, in tegenstelling tot de meeste naburige dorpen, relatief stabiel gebleven en schommelt rond de 1.100 à 1.400 inwoners. Volgens de meest recente schatting telde het dorp 1.153 inwoners op 31 december 2020, een lichte stijging ten opzichte van 1.112 inwoners in 2011.
| Bevolkingsontwikkeling tussen 1934 en 2020          |
| --------------------------------------------------- |
|                                                     |
| Bron: Nationaal Statistisch Instituut van Bulgarije |

Het dorp heeft een gemengde bevolkingssamenstelling. In 2011 identificeerden de meeste inwoners zichzelf als etnische Roma, namelijk 681 van de 1.110 respondenten, oftewel 61,4% van het aantal definieerbare respondenten. De grootste minderheidsgroep vormden de etnische Bulgaren met 38,5% van de bevolking. 
| Etnische samenstelling van de respondenten (2011) | Etnische samenstelling van de respondenten (2011) | Etnische samenstelling van de respondenten (2011) | Etnische samenstelling van de respondenten (2011) | Etnische samenstelling van de respondenten (2011) |
| ------------------------------------------------- | ------------------------------------------------- | ------------------------------------------------- | ------------------------------------------------- | ------------------------------------------------- |
|                                                   |                                                   |                                                   |                                                   |                                                   |
| Bulgaren                                          | Bulgaren                                          |                                                   | 38,5%                                             | 38,5%                                             |
| Turken                                            | Turken                                            |                                                   | 0,0%                                              | 0,0%                                              |
| Roma                                              | Roma                                              |                                                   | 61,4%                                             | 61,4%                                             |
| Anders/Onbekend                                   | Anders/Onbekend                                   |                                                   | 0,1%                                              | 0,1%                                              |